# It Might Have Been
It Might Have Been è un cortometraggio muto del 1913 diretto da George Nichols.

## Produzione
Il film fu prodotto dalla Lubin Manufacturing Company.

## Distribuzione
Distribuito dalla General Film Company, il film - un cortometraggio in una bobina - uscì nelle sale cinematografiche statunitensi il 16 gennaio 1913.